# Спеніш-Лейк (Міссурі)
Спеніш-Лейк (англ. Spanish Lake) — переписна місцевість (CDP) в США, в окрузі Сент-Луїс штату Міссурі. Населення — 18 413 особи (2020).

## Географія
Спеніш-Лейк розташований за координатами 38°47′19″ пн. ш. 90°12′28″ зх. д. / 38.78861° пн. ш. 90.20778° зх. д. (38.788536, -90.207797).  За даними Бюро перепису населення США в 2010 році переписна місцевість мала площу 19,52 км², з яких 19,23 км² — суходіл та 0,29 км² — водойми.

## Демографія
Згідно з переписом 2010 року, у переписній місцевості мешкало 19 650 осіб у 7730 домогосподарствах у складі 4921 родини. Густота населення становила 1007 осіб/км².  Було 8899 помешкань (456/км²).
Расовий склад населення:
| - 76,9 % — чорних або афроамериканців - 19,8 % — білих - 0,4 % — азіатів - 0,2 % — корінних американців |

До двох чи більше рас належало 2,3 %. Частка іспаномовних становила 1,2 % від усіх жителів.
За віковим діапазоном населення розподілялося таким чином: 29,9 % — особи молодші 18 років, 59,8 % — особи у віці 18—64 років, 10,3 % — особи у віці 65 років та старші. Медіана віку мешканця становила 32,1 року. На 100 осіб жіночої статі у переписній місцевості припадало 80,5 чоловіків;  на 100 жінок у віці від 18 років та старших — 73,1 чоловіків також старших 18 років.
Середній дохід на одне домашнє господарство  становив 45 189 доларів США (медіана — 34 850), а середній дохід на одну сім'ю — 51 662 долари (медіана — 44 814). Медіана доходів становила 35 602 долари для чоловіків та 31 234 долари для жінок. За межею бідності перебувало 23,5 % осіб, у тому числі 37,4 % дітей у віці до 18 років та 9,7 % осіб у віці 65 років та старших.
Цивільне працевлаштоване населення становило 7549 осіб. Основні галузі зайнятості: освіта, охорона здоров'я та соціальна допомога — 25,7 %, виробництво — 11,4 %, роздрібна торгівля — 10,9 %.